# .sm
.sm (San Marino) é o código TLD (ccTLD) na Internet para o San Marino.